# ویلیام کلاین بوردن

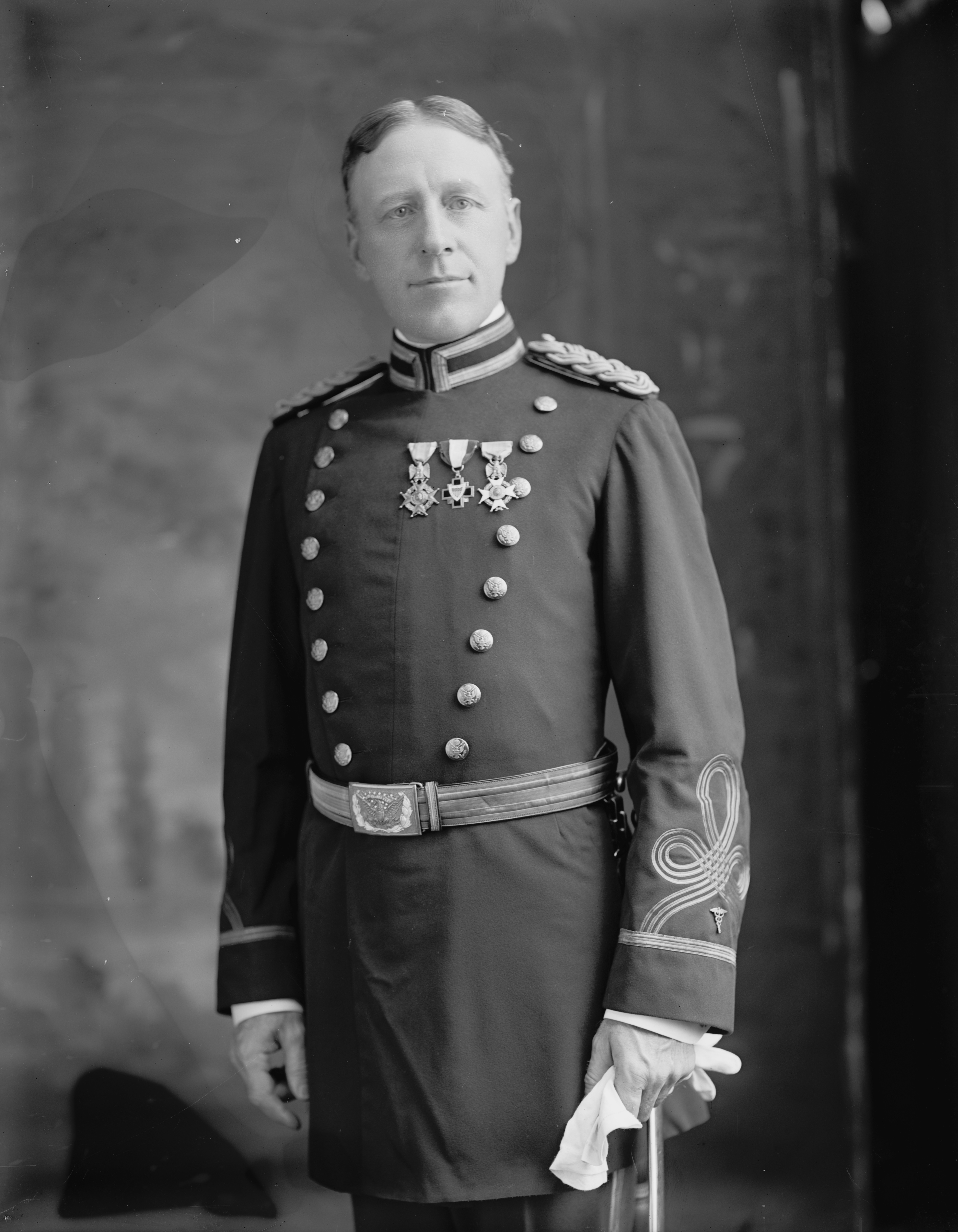

ویلیام کلاین بوردن (۱۸۵۸-۱۹۳۴) یک جراح آمریکایی، رئیس دانشکده پزشکی در دانشگاه جرج واشینگتن و برنامه‌ریز اصلی در ایجاد "مرکز تعالی در تحقیقات پزشکی نظامی و آموزش و پرورش" در مرکز پزشکی والتر رید در ارتش آمریکا بود که بعدها به موسسه بوردن تغییر نام داد.
به گزارش وب سایت مرکز پزشکی، بوردن "آغازگر، برنامه‌ریز و تلاش‌گر مؤثر برای ایجاد، تعیین محل و اولین جلب کننده حمایت کنگره برای تاسیس این مرکز پزشکی بود." به همین دلیل، امروزه هنوز از آن به عنوان "رویای بوردن" یاد می‌شود.
او در سال ۱۹۰۹ بوردن به ریاست دانشکده پزشکی و علوم بهداشتی دانشگاه جرج واشینگتن رسید. در ۱۹۳۱ از سوی همان موسسه به وی دکترای افتخاری در رشته علوم اهدا شد.
در سال ۱۹۹۲، "به افتخار او مرکز تعالی در تحقیقات پزشکی نظامی و آموزش و پرورش" به "موسسه بوردن" تغییر نام داد.